# El Diario (Colombia)
El Diario es un periódico regional colombiano, con sede en Pereira. Surgió en noviembre de 2016, producto de la fusión de los periódicos rivales La Tarde y el Diario del Otún.

## Antecedentes
La Tarde, fundado en junio de 1975, era un periódico de tendencia liberal, que durante varios años fue el principal y más prestigioso medio de comunicación de Risaralda. Sin embargo, tras varios años de crisis económica, en 2016 fue comprado por los hermanos Luis Carlos y Javier Ignacio Ramírez Múnera, propietarios del conservador Diario del Otún, fundado por su padre Javier Ramírez González en febrero de 1982.
La Tarde circuló por última vez el 22 de junio de 2016, fecha en que comenzó un proceso de fusión con su competidor, que se extendió hasta el 25 de noviembre de 2016, cuando circuló la primera edición de El Diario.  Aunque la venta de La Tarde fue presentado como una fusión, en diversas ocasiones se ha señalado como una absorción de La Tarde por parte del Diario del Otún.

## Controversias
Ha sido acusado de favorecer con su línea editorial a algunos candidatos, como a Carlos Maya en las elecciones regionales de 2019.